# Penélope (película de 1966)
Penélope es una película de comedia estadounidense de 1966 dirigida por Arthur Hiller y protagonizada por Natalie Wood.

## Sinopsis
Para obtener la atención de su esposo, una mujer roba el banco en el cual él es el presidente.

## Reparto
- Natalie Wood como Penelope Elcott
- Ian Bannen como James B. Elcott
- Dick Shawn como el Dr. Gregory Mannix
- Peter Falk as Lieutenant Horatio Bixbee
- Lila Kedrova como Sadaba
- Lou Jacobi como Ducky
- Jonathan Winters como el Profesor Klobb
- Norma Crane como Mildred Halliday
- Arthur Malet como Higgins
- Jerome Cowan como el director del banco
- Arlene Golonka como Rose
- Amzie Strickland como Serena
- Bill Gunn como Rothschild
- Carl Ballantine como Boom Boom
- Iggie Wolfington como propietaria de la tienda

## Crítica
La película fue una decepción de taquilla. Wood no hizo otra película durante tres años. El crítico de cine Leonard Maltin descartó la película como "una comedia bastante poco divertida" y le otorgó 1½ de 4 estrellas.

## Recepción
1. ↑  Maltin, Leonard, ed. (1992). Leonard Maltin's Movie and Video Guide 1993. New York: Penguin Books. p. 943. ISBN 0-452-26857-5.